# Tarja Filatov
Tarja Katarina Filatov, née le 9 août 1963 à Hämeenlinna, est une femme politique finlandaise, membre du Parti social-démocrate de Finlande (SDP).

## Biographie

### Carrière politique
En mars 1995, à 31 ans, elle est élue députée de la circonscription du Häme à la Diète nationale, où elle devient dès l'année suivante vice-présidente de la commission de l'Avenir. Après le scrutin de mars 1999, elle est reconduite dans ces fonctions et est désignée vice-présidente du groupe SDP.
Lors du remaniement ministériel du 25 février 2000, qui fait suite à l'élection de la sociale-démocrate Tarja Halonen à la présidence de la République, Tarja Filatov est nommée, à 36 ans, ministre du Travail dans le second gouvernement du social-démocrate Paavo Lipponen. Elle est reconduite le 17 avril 2003 dans le cabinet de la libérale Anneli Jäätteenmäki, puis dans celui que doit former, dès le 24 juin suivant, le libéral Matti Vanhanen.
Après les élections législatives de mars 2007, le SDP repasse dans l'opposition. Alors qu'elle quitte le gouvernement le 18 avril suivant, les députés la choisissent pour qu'elle préside leur groupe. Remplacée en février 2010 par l'ancien ministre des Finances et ancien président du parti Eero Heinäluoma, elle devient vice-présidente de la Diète nationale.
Elle est désignée vice-présidente de la commission du Travail et de l'Égalité à l'issue des élections législatives d'avril 2011.
le 12 avril 2023, elle est élue deuxième vice-présidente du Parlement pour la 39e législature.

### Vie privée
Mariée depuis 1993 à l'homme d'affaires Pekko Oksanen, elle a donné naissance cette même année à sa fille unique, Veera. La famille réside à Hämeenlinna, dans le Kanta-Häme.